# Імантс Лагодськис
Імантс Лагодськис, Імант Лагодський (латис. Imants Lagodskis; нар. 19 березня 1986, Даугавпілс, Латвійська РСР, СРСР) — латвійський борець вільного стилю, багаторазовий переможець та призер престижних міжнародних турнірів, чемпіон світу серед юніорів.

## Життєпис
Боротьбою почав займатися з 1997 року. Був бронзовим призером чемпіонату Європи 2003 року серед кадетів. Наступного року повторив цей результат на юніорській європейській першості. У 2006 році досяг найвищого успіху у своїй спортивній кар'єрі — став чемпіоном світу серед юніорів.
Виступав за борцівський клуб «Діназ» Даугавпілс. Тренери — Сергій Курситіс, Олександр Ласиця.
Закінчив Банківську вищу школу зі ступенем бакалавра в галузі фінансів, продовжує навчання в Латвійській спортивній академії (за фахом — тренер з вільної боротьби).
З 10 серпня 2016 року був призначений на посаду керівника відділу спорту Департаменту спорту і молоді Даугавпілса, куди він був обраний в конкурсі, на який заявки направили 13 кандидатів.
Зустрічається з латвійською борчинею, чотириразовою чемпіонкою Європи, бронзовою призеркою чемпіонату світу та Європейських ігор Анастасією Григор'євою. У 2015 році підтримав її у рішенні піти від тренера Сергія Курситіса після того, як у соціальних мережах з'явилась світлина, на якій Курситіс сфотографований з сепаратистом ДНР. Сам Імантс тренувався у того ж тренера і ставився до нього з повагою. Через цю пітримку у спортсмена почалися проблеми з Федерацією боротьби Латвії, яка наполягала га тому, щоб Григор'єва повернулася до свого тренера.

## Спортивні результати на міжнародних змаганнях

### Виступи на Чемпіонатах світу
| Змагання                        | Збірна | Вагова категорія          | Місце |
| ------------------------------- | ------ | ------------------------- | ----- |
| Чемпіонат світу з боротьби 2007 | Латвія | вільна боротьба, до 84 кг | 13    |
| Чемпіонат світу з боротьби 2011 | Латвія | вільна боротьба, до 96 кг | 22    |
| Чемпіонат світу з боротьби 2013 | Латвія | вільна боротьба, до 96 кг | 15    |
| Чемпіонат світу з боротьби 2014 | Латвія | вільна боротьба, до 97 кг | 21    |
| Чемпіонат світу з боротьби 2015 | Латвія | вільна боротьба, до 97 кг | 17    |

### Виступи на Чемпіонатах Європи
| Змагання                         | Збірна | Вагова категорія          | Місце |
| -------------------------------- | ------ | ------------------------- | ----- |
| Чемпіонат Європи з боротьби 2006 | Латвія | вільна боротьба, до 84 кг | 7     |
| Чемпіонат Європи з боротьби 2007 | Латвія | вільна боротьба, до 84 кг | 17    |
| Чемпіонат Європи з боротьби 2008 | Латвія | вільна боротьба, до 96 кг | 21    |
| Чемпіонат Європи з боротьби 2009 | Латвія | вільна боротьба, до 96 кг | 5     |
| Чемпіонат Європи з боротьби 2010 | Латвія | вільна боротьба, до 96 кг | 15    |
| Чемпіонат Європи з боротьби 2011 | Латвія | вільна боротьба, до 96 кг | 15    |
| Чемпіонат Європи з боротьби 2012 | Латвія | вільна боротьба, до 96 кг | 19    |
| Чемпіонат Європи з боротьби 2013 | Латвія | вільна боротьба, до 96 кг | 5     |
| Чемпіонат Європи з боротьби 2014 | Латвія | вільна боротьба, до 97 кг | 14    |
| Чемпіонат Європи з боротьби 2016 | Латвія | вільна боротьба, до 97 кг | 16    |

### Виступи на Європейських іграх
| Змагання              | Збірна | Вагова категорія          | Місце |
| --------------------- | ------ | ------------------------- | ----- |
| Європейські ігри 2015 | Латвія | вільна боротьба, до 97 кг | 10    |

### Виступи на інших змаганнях
| Змагання                                                         | Збірна | Вагова категорія          | Місце  |
| ---------------------------------------------------------------- | ------ | ------------------------- | ------ |
| Олімпійський кваліфікаційний турнір з боротьби 2008 (Варшава)    | Латвія | вільна боротьба, до 84 кг | 12     |
| Гран-прі Німеччини з боротьби 2010                               | Латвія | вільна боротьба, до 96 кг | Золото |
| Кубок Великої Британії з боротьби 2010                           | Латвія | вільна боротьба, до 96 кг | 5      |
| Меморіал Вацлава Циолковського 2011                              | Латвія | вільна боротьба, до 96 кг | 9      |
| Тестовий турнір FILA 2011                                        | Латвія | вільна боротьба, до 96 кг | Бронза |
| Олімпійський кваліфікаційний турнір з боротьби 2012 (Гельсінкі)  | Латвія | вільна боротьба, до 96 кг | 5      |
| Київський Міжнародний турнір з боротьби 2013                     | Латвія | вільна боротьба, до 96 кг | 5      |
| Турнір Олександра Медведя 2013                                   | Латвія | вільна боротьба, до 96 кг | 5      |
| Меморіал Вацлава Циолковського 2013                              | Латвія | вільна боротьба, до 96 кг | 7      |
| Золотий Гран-прі з боротьби 2014 (Париж)                         | Латвія | вільна боротьба, до 97 кг | 5      |
| Турнір Олександра Медведя 2014                                   | Латвія | вільна боротьба, до 97 кг | 22     |
| Гран-прі Німеччини з боротьби 2014                               | Латвія | вільна боротьба, до 97 кг | Срібло |
| Гран-прі Іспанії з боротьби 2014                                 | Латвія | вільна боротьба, до 97 кг | Золото |
| Золотий Гран-прі з боротьби 2014 (Баку)                          | Латвія | вільна боротьба, до 97 кг | 5      |
| Турнір Олександра Медведя 2015                                   | Латвія | вільна боротьба, до 97 кг | 13     |
| Турнір Дана Колова — Николи Петрова 2015                         | Латвія | вільна боротьба, до 97 кг | Бронза |
| Меморіал Вацлава Циолковського 2015                              | Латвія | вільна боротьба, до 97 кг | 16     |
| Гран-прі Парижа з боротьби 2016                                  | Латвія | вільна боротьба, до 97 кг | Бронза |
| Олімпійський кваліфікаційний турнір з боротьби 2016 (Зренянин)   | Латвія | вільна боротьба, до 97 кг | 14     |
| Олімпійський кваліфікаційний турнір з боротьби 2016 (Улан-Батор) | Латвія | вільна боротьба, до 97 кг | 12     |
| Олімпійський кваліфікаційний турнір з боротьби 2016 (Стамбул)    | Латвія | вільна боротьба, до 97 кг | 12     |